# Los Toldos (Santa Cruz)
Pour les articles homonymes, voir Los Toldos.
Los Toldos est un site préhistorique situé dans la province de Santa Cruz, en Patagonie, en Argentine. La province de Santa Cruz regorge de sites archéologiques, dont certains révèlent une présence humaine remontant à près de 13 000 ans.
Parmi les sites préhistoriques de la région, ceux de la Cueva de las Manos, de Piedra Museo, d'El Ceibo et de Los Toldos sont les plus étudiés et ont livré de nombreux objets lithiques, artéfacts et ossements variés.

## Historique
Les fouilles archéologiques, conduites par l'archéologue Augusto Cardich et son équipe de spécialistes et d'étudiants de l'université nationale de La Plata, ont permis de dégager, dans la grotte no 3, douze couches stratigraphiques sur une profondeur de deux mètres.

## Description
La grotte no 3 est située à flanc de ravin. Sa hauteur est de 1,90 mètre, sa profondeur est de 22 mètres, avec une largeur maximale de 20 mètres et minimale de 4 mètres. L'entrée de la grotte fait approximativement 12 mètres de large.
La grotte présente de nombreuses peintures rupestres. On a recensé 436 motifs, constitués principalement de mains négatives, figures curvilignes, lignes, points, surfaces uniformes. Les figures zoomorphes ou anthropomorphes sont peu nombreuses. L'ensemble date probablement de l'Holocène.

## Stratigraphie

Lamas guanacos de Patagonie

- La première couche (la plus haute) correspond à une occupation tehuelche. Les artéfacts sont peu nombreux mais représentatifs de la culture tehuelche.
- La deuxième couche est très pauvre en objets archéologiques.
- La troisième couche a révélé de nombreux objets lithiques qui indiquent une occupation plus intensive du lieu. Parmi ces artéfacts, des pointes de projectiles, des racloirs, des courts et petits grattoirs, ainsi que des ossements de lamas guanacos, cervidés, renards, rongeurs et oiseaux.
- Les couches 4 et 5 correspondent à une éruption volcanique. En effet une couche de cendres constitue ces niveaux-là. Il n'y a aucun reste archéologique dans ces deux couches, dites "stériles".
- Les couches 6 et 7 correspondent à la culture dite de "Casapiedra" ou "casapedrense", caractérisée par une plus grande quantité d'instruments lithiques destinés sans doute à la chasse au guanaco. Cette culture se développa il y a 7 500 ans en Patagonie. De nombreuses lames retouchées sur les bords, de grands racloirs, couteaux et grattoirs furent mis au jour lors des fouilles.
- La couche 8 est pauvre en objets lithiques. La grotte fut certainement délaissée à cette période.
- Les couches 9 et 10 livrent un gisement important d'objets de la culture dite Toldense (de Los Toldos). On a mis au jour des pointes de lances bifaciales, pointes de lances fines et triangulaires, une grande quantité de racloirs et de larges grattoirs. Les artéfacts furent datés au carbone 14 de 9 000 à 11 000 ans. Furent également dégagés des ossements de guanacos, de Nandou d'Amérique (Rhea Americana) et d'équidés.
- Les couches 11 et 12 ont donné de nombreux artéfacts lithiques, datés de 11 000 à 13 000 ans. Parmi ces objets, des pointes unifaciales, de grands éclats de pierre grossièrement travaillés et peu retouchés sur les bords, quelques racloirs et grattoirs, ce qui suppose une occupation de chasseurs adaptés à la steppe de la Patagonie. Ils chassent des chevaux tels que le Parahipparion, des camélidés tels que le Lama gracilis et le Lama Guanicoe. Cette évolution technologique a favorisé le développement postérieur de la culture toldense[1].

## Conservation
Les artéfacts de Los Toldos sont conservés au musée régional d'histoire de Pico Truncado.